# وان۵۷
وان۵۷ (به انگلیسی: One57) که در گذشته با عنوان کارنگی ۵۷ (به انگلیسی: Carnegie 57) شناخته می‌شد، یک آسمان‌خراش ۷۵ طبقه‌ای است که در خیابان ۵۷ منهتن در نیویورک در ایالات متحده آمریکا قرار دارد.
پس از اتمام ساخت ساختمان در سال ۲۰۱۳، این ساختمان با ارتفاع ۳۰۶ متر (۱۰۰۴ پا) یکی از ساختمان‌های بلند نیویورک محسوب خواهدشد. این ساختمان ۱۳۵ واحد مسکونی خواهد داشت که در طبقات بالایی هتل پارک حیات با ۲۱۰ اتاق قرار خواهدگرفت. ساخت هتل در ژانویه ۲۰۱۰ آغازشد و در ۲۰ ژوئن ۲۰۱۲ اعلام شد که کار ساخت اسکلت به اتمام رسیده‌است.
فروریختن جرثقیل ساختمانی طی توفند سندی باعث جلب توجه رسانه‌ها به این آسمان‌خراش شد و اداره ساختمان‌های نیویورک بیان کرد که شکایات زیادی در این مورد دریافت کرده‌است.